# Емец, Фёдор Костевич
Фёдор Костевич Емец (1894, с. Жаборовцы, ныне пгт Шаровка Богодуховского района Харьковской области — после 1976, Каракас) — украинский скульптор.

## Биография
Брат бандуриста Василия Емца.
Покинул Украину в годы Первой мировой войны
В 1929 году окончил Берлинскую академию искусств. Впоследствии в этой академии был ассистентом и профессором.
С 1945 жил и работал в Австрии. В 1947 году в Зальцбурге основал собственную школу пластического искусства, и к 1948 году имел уже около десяти учеников.
Потом жил в Венесуэле более 25 лет. Умер в Каракасе .

## Творчество
Специалист по отливке из бронзы. Среди прочих монументальные произведения «Танец», «Купель», «Спящий лев». Представитель украинского романтизма в новой форме («Невольник»). Произведения «Мать», «Атаман при смерти» показывают влияние готики.
В 1926 году на международной конференции СИЭ в Праге был награждён отличием СИЭ как победитель конкурса, на который было отправлено более 250 работ.
Украинский историк искусства Дмитрий Антонович охарактеризовал творчество Емца: «В Берлине работает украинский скульптор Фёдор Емец. Это главным образом мастер бронзы и вообще жёсткого металла. Емец бронзу не только отливает, но и куёт и чеканит; произведения его строги, тверды, но выразительны в форме. У него даже голова ребёнка выглядит как металлическая глыба с выразительными и энергично выкованными пластическими формами».